# 三重県道717号岩出田丸線
三重県道717号岩出田丸線（みえけんどう717ごう いわでたまるせん）は三重県度会郡玉城町を通る一般県道である。

## 概要

### 路線データ
- 起点：度会郡玉城町岩出字蚊山410番9[1]
- 終点：度会郡玉城町田丸字板屋町315番地先[1]
- 総延長：4,005m
- 重複区間：なし

## 利用状況
平日12時間交通量
度会郡玉城町佐田 3,321台

## 地理

### 通過する自治体
- 三重県度会郡玉城町

### 接続する道路
- 三重県道38号伊勢大宮線：起点
- 三重県道13号伊勢多気線：度会郡玉城町佐田（佐田交差点）
- 三重県道530号田丸停車場斎明線：終点

### 交差する鉄道
- JR参宮線：度会郡玉城町佐田

### 立体交差する道路
- 伊勢自動車道：度会郡玉城町岩出

### 沿線
田園風景が広がる。
- ミマス（紡績・倉庫業）
- 小社神社
- 玉城町国民健康保険玉城病院
- 狭田国生神社

## 参考資料
- 『県別マップル24 三重県道路地図』（昭文社、2009年3版1刷発行、ISBN 978-4-398-62474-1 、58ページ）